# Papyrus 83
Papyrus 83 (in de nummering volgens Gregory-Aland) of {\displaystyle {\mathfrak {P}}}83 is een oude kopie van het Griekse Nieuwe Testament. Het handschrift is geschreven op papyrus en bevat het Matteüs 20:23-25; :20:30-31; 23:39-24:1; 24:6;. Op grond van het schrifttype wordt het manuscript gedateerd in de zesde eeuw.
Het handschrift bevindt zich in de Katholieke Universiteit Leuven, Bibliotheek (P. A. M. Khirbet Mird 16,29).
Door waterschade kan het document niet meer gelezen worden. Het wordt bestudeerd aan de hand van fotokopieën.

## Tekst
De Griekse tekst van deze codex is gemengd. Aland plaatst het in  Categorie III.